# Inácio Martins (jésuite)
Pour les articles homonymes, voir Martins et Inácio Martins.
Inácio Martins, né Vasco Martins en 1531 à Gouveia (Portugal) et décédé le 28 février 1598 à Coimbra (Portugal), est un prêtre jésuite portugais de la première génération des Jésuites et prédicateur de renom.

## Biographie
Lorsqu'il commence son noviciat dans la Compagnie de Jésus en 1547, Vasco Martins change son prénom en 'Inácio', le prénom de baptême d'Ignace de Loyola qu'il admire. Après des études de philosophie et de théologie, et ordonné prêtre en 1555, le père Martins enseigne lui-même les sciences ecclésiastiques à Coimbra (1555-1556) et Évora (1556-1560) où il obtiendra plus tard son 'doctorat en théologie' (1570). Mais depuis 1560 il se consacrait à la prédication à Lisbonne: on lui reconnait des dons pour l'éloquence sacrée.     
Il devient prédicateur à la cour du Portugal. En 1573 le père Martins participe à la 3ème Congrégation générale, à Rome, qui élit Éverard Mercurian comme supérieur général des Jésuites.  De Rome il est envoyé en mission secrète en Bavière pour obtenir des informations sur la princesse Maximilienne, qui était proposée en mariage au roi Sébastien Ier. Il accompagne ce dernier en Afrique du Nord (1574). Il continue ensuite à prêcher à la cour jusqu'en 1576, date à laquelle, pour s'être élevé contre le projet d'expédition africaine qui devait conduire à la tragique bataille d'Alcazarquivir (Ksar El Kébir), il tombe en disgrâce auprès du roi et est éloigné de Lisbonne. 
De retour à Lisbonne en 1580, après la mort du roi Sébastien - et sans abandonner la prédication en chaire de vérité - le père Martins explique le catéchisme dans les rues et sur les places, méthode utilisée par les jésuites de la maison professe de Lisbonne (église Saint-Roch). Il prêche dans les quartiers pauvres, aux populations noires et tsiganes, et visite les malades et les prisonniers. Il joua un rôle important dans la réorganisation de la pratique pénitentielle des flagellants. Dans ses missions itinérantes dans les villes et villages des alentours, il insiste sur l'importance des processions, des chants religieux. Il promeut la dévotion au 'saint cordonnier', Simao Gomes, décédé en 1576. 
À la fin de sa vie, il se trouve à Coimbra, important centre jésuite au Portugal, où il meurt le 28 février 1598. 

## Vénération et souvenir
- Après son décès, il est vénéré au Portugal comme un saint. Il n'a néanmoins jamais été officiellement canonisé[2].
- Le père Martins est par ailleurs l'auteur d'un petit catéchisme à l'usage des enfants connu sous le nom de "Cartilha do Mestre Inácio", manuel amélioré par ses soins du jésuite Marcos Jorge. Le très populaire catéchisme fut réédité de nombreuses fois et traduit en Kikongo (Congo) et Konkani (Inde) au début du XVIIe siècle. Le Cartilha... portera son nom jusqu'au XIXe siècle[3].